# Sport i Malmö
Sport i Malmö är en viktig del av tätortens identitet och föreningsliv. Malmö är särskilt känt för Malmö FF inom fotboll och, sedan 1990-talet, även för Malmö Redhawks inom ishockey. Malmös idrottsliv är rikt och mångfacetterat med verksamhet inom såväl lagidrotter som individuella sporter, och flera föreningar deltar i nationella högstaligor.

## Fotboll

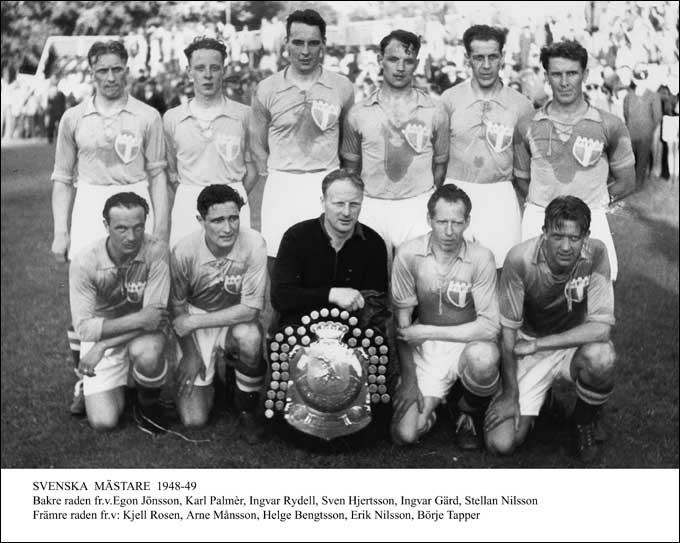
Malmö FF:s mästarlag från 1949.

Malmö FF är stadens (och Sveriges) mest framgångsrika fotbollsklubb, med 24 SM-guld och 16 cupguld, och spelar 2025 i Allsvenskan. Historiskt har även IFK Malmö haft viss framgång med flera allsvenska säsonger, senast 1962. På damsidan har staden FC Rosengård (14 SM-guld och 6 cupguld) och Malmö FF i Damallsvenskan. Malmö har också flera andra fotbollsklubbar med verksamhet på olika nivåer, bland andra AFC Malmö, IF Limhamn Bunkeflo (LB07), BK Olympic, FBK Balkan och Kvarnby IK. Många av dessa klubbar bedriver även ungdoms- och flickfotboll.
Malmö var även värd för flera gruppspelsmatcher vid Världsmästerskapet i fotboll 1958 samt vid Europamästerskapet i fotboll 1992 och U21-Europamästerskapet i fotboll 2009.

## Ishockey
Malmö Redhawks är Malmös ledande ishockeylag och spelar i Svenska Hockeyligan (SHL). Utöver detta finns även klubbar som IK Pantern och Limhamn Hockey, vilka spelar i lägre divisioner.

## Handboll
HK Malmö är Malmös största handbollsklubb och spelar i Allsvenskan i handboll för herrar. Andra handbollsföreningar som Dalhems IF bidrar också till bredden inom sporten.
Malmö stod värd för juniorvärldsmästerskapet i handboll för herrar 1977 och världsmästerskapet i handboll för herrar 2011.

## Friidrott
Malmö AI är en av landets mest framgångsrika friidrottsklubbar och arrangerar varje år MAI-galan.

## Amerikansk fotboll
Limhamn Griffins är en framträdande amerikansk fotbollsklubb i Malmö som tävlar i Superserien för herrar.

## Racketsport
Malmö har ett aktivt racketmiljö med klubbar som Malmö Squash Rackets Club i Elitserien i squash, samt flera tennis- och padelklubbar som Malmö Tennisklubb, Fair Play tennisklubb, Malmö Bellevue tennisklubb och Malmö Padel Club. Bordtennis är representerat genom klubbar som Malmö FF BTF och Limhamns BTK, medan Malmö Badmintonklubb är ortens främsta inom badminton.
Inom racketsport har Malmö arrangerat Europamästerskapen i bordtennis 1964, världsmästerskapen i badminton (1977) och Europamästerskapen i badminton 2002.

## Simning
Inom simningen finns fyra större föreningar: Malmö simsällskap (MS), Limhamns simsällskap (LSS), SK Ran samt Malmö kappsimningsklubb, där MS och LSS samarbetar på elitnivå.

## Övriga sporter
Malmö har en stark tradition inom kampsporter med klubbar som Malmö Budoklubb, GAK Enighet, Malmö Budokan och Malmö Aikidoklubb. Friidrott bedrivs av bland annat Malmö Allmänna Idrottsförening, Heleneholms IF och IK Pallas. Gymnastikklubbar som GK Motus Salto och Gymnastikföreningen Malmöflickorna är också aktiva. Innebandy finns representerat genom KFUM Malmö Innebandy, Malmhaug IBK och Malmö Floorball Club.
Andra sporter med aktiv verksamhet i Malmö är orientering (Malmö Orienteringsklubb), brottning (Malmö Tigers Wrestling Team), rugby (Malmö RC), segling (Malmö segelsällskap), rodd (Malmö roddklubb), skytteträning (Malmö-Lunds Skyttegille), triathlon (Triathlon SYD), fäktning (Malmö Fäktklubb av 1919), cykelsport (CK Ringen), golf (Malmö Golfklubb och Oxie Golfklubb), boule (Malmö Bouleallians), konståkning (Malmö Konståkningsklubb) och ridsport (Malmö civila ryttarförening).
Inom konståkning har Malmö stått värd för Europamästerskapen i konståkning 2003 och inom ridsport för Europamästerskapen i fälttävlan 2013.

## Arenor och anläggningar

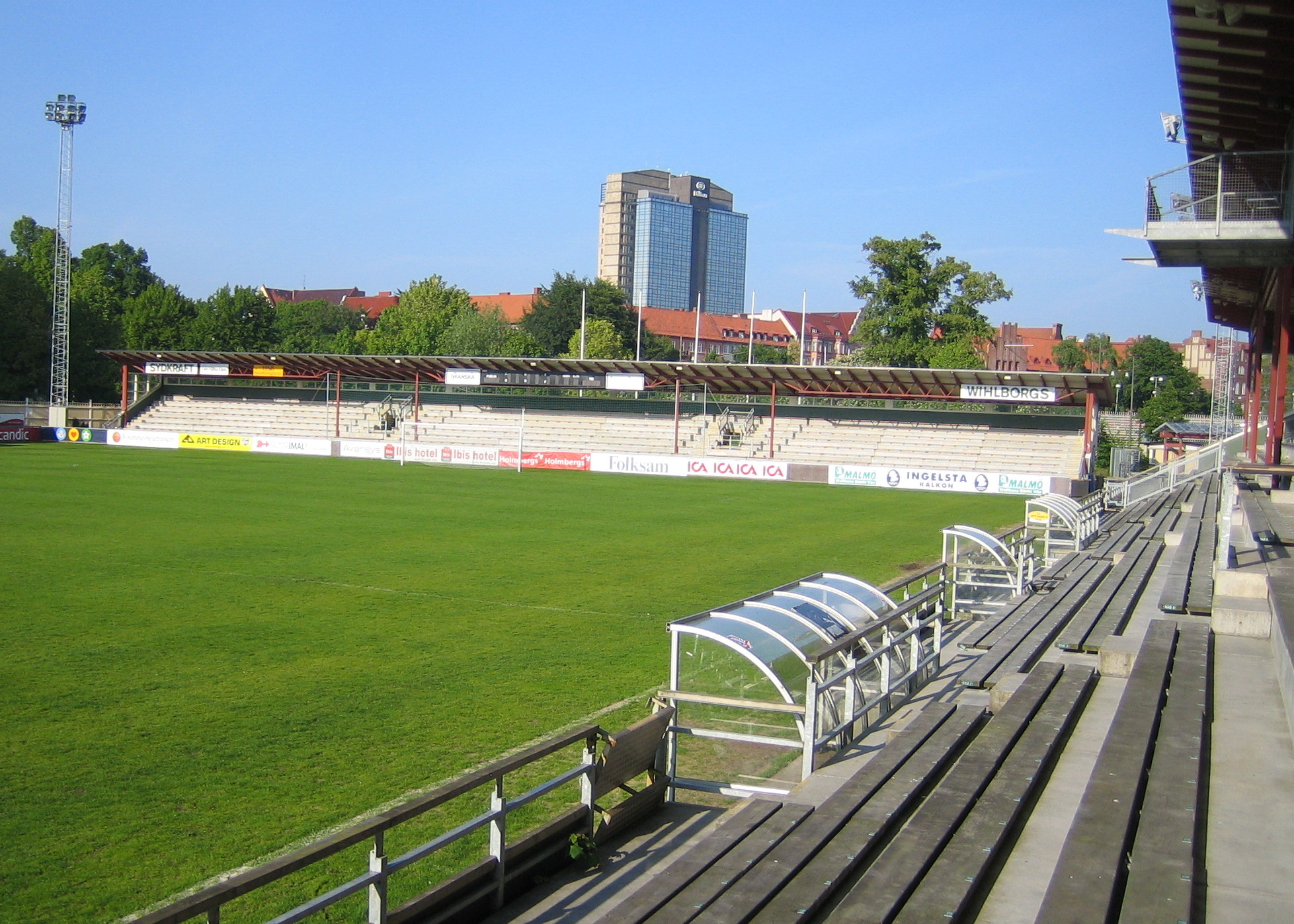
Malmö IP.

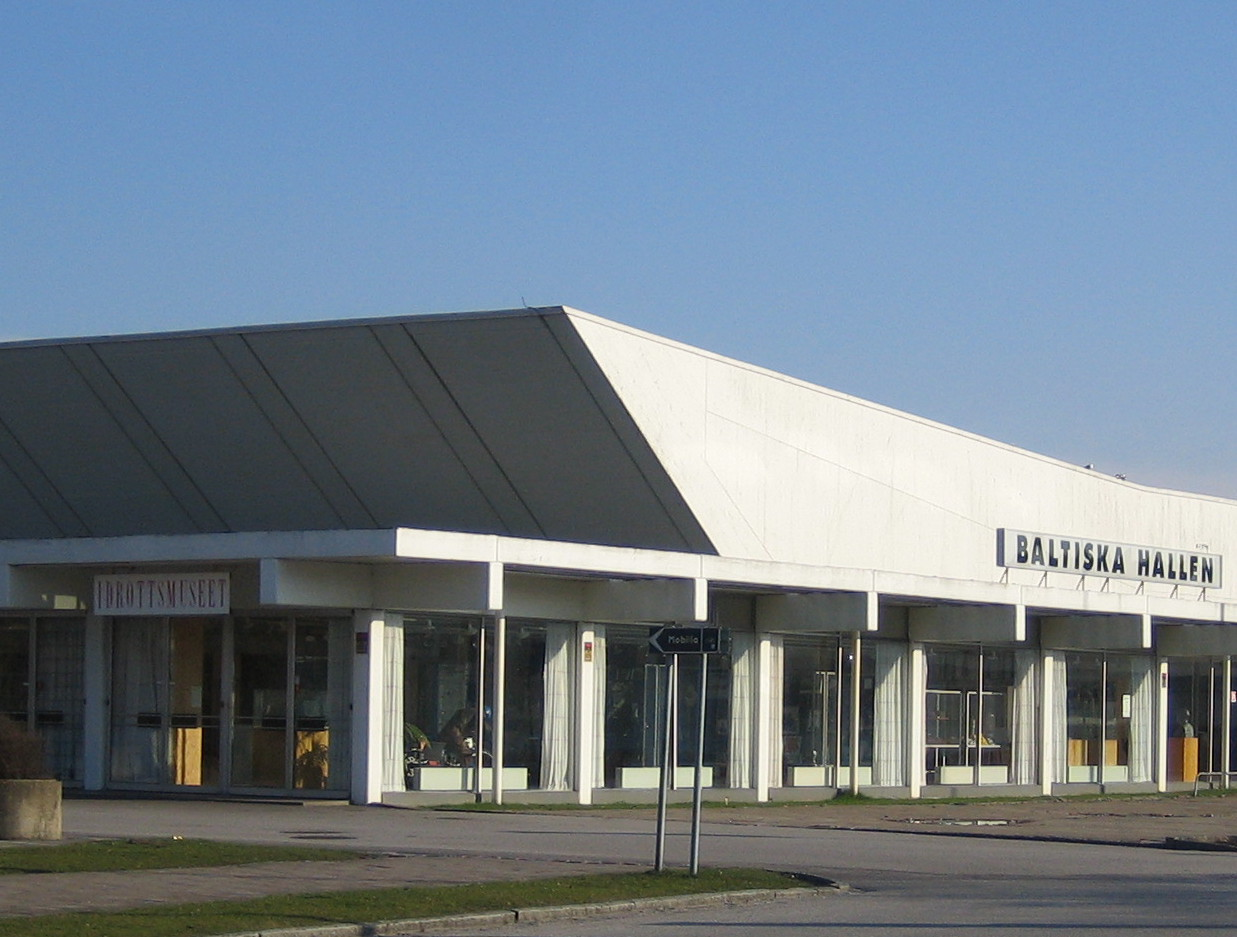
Baltiska hallen.

Malmö stadion invigdes i samband med fotbolls-VM 1958, och används för fotboll och friidrott. Här spelades flera gruppspelsmatcher vid världsmästerskapet i fotboll 1958 och Europamästerskapet i fotboll 1992. Eleda stadion (kapacitet 22 500 åskådare) invigdes 2009 och är hemmaarena för Malmö FF. Andra av Malmös mest använda arenor inkluderar Malmö Arena, Malmö IP och Baltiska hallen, vilka används för många olika sporter och evenemang.

### Fotnoter
1. ↑  ”Historik”. Malmö FF. https://www.mff.se/om-malmo-ff/historik/. Läst 2 augusti 2025.
2. ↑  ”År för år”. IFK Malmö. https://www.ifkmalmo.se/historia/ar-for-ar/. Läst 2 augusti 2025.
3. ↑  ”Information”. FC Rosengård. https://www.fcrosengard.se/press/. Läst 2 augusti 2025.
4. ↑  ”World Cup 1958” (på engelska). RSSSF. 4 augusti 1958. http://www.rsssf.com/tables/58full.html. Läst 29 juli 2014.
5. ↑  ”Malmö stadion”. Malmö stad. https://malmo.se/Stadionomradets-anlaggningar/Malmo-stadion.html. Läst 2 augusti 2025.
6. ↑  ”Eleda Stadion”. Malmö FF. https://www.mff.se/eleda-stadion/. Läst 2 augusti 2025.